# Modelli numerici di previsione meteorologica

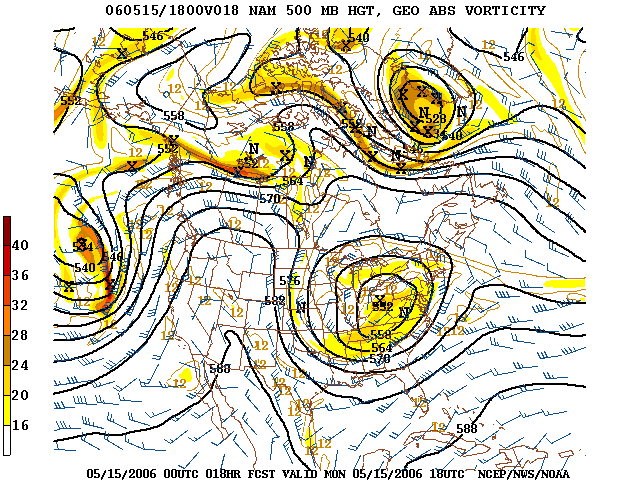
Un esempio di previsione a un'altezza geopotenziale di 500 mbar basata su un modello numerico di previsione meteorologica

In fisica dell'atmosfera i modelli numerici di previsione meteorologica sono modelli matematici dell'atmosfera terrestre che utilizzano le condizioni meteorologiche attuali (stato atmosferico) come input o inizializzazione delle equazioni fondamentali del modello stesso per la previsione meteorologica in momenti o istanti successivi (prognosi).
Sono detti numerici perché la risoluzione delle equazioni del modello, non possibile per via analitica data la loro complessità e non linearità, passa attraverso opportune tecniche di analisi numerica e all'uso congiunto di supercalcolatori, vuoi anche per l'ingente mole di dati da elaborare in tempi brevi. Si tratta di un campo di ricerca applicata aperto e in continua evoluzione delle scienze atmosferiche assieme a quello della modellizzazione atmosferica (meteorologia dinamica).
Numerosi modelli di previsione, sia su scala globale che regionale, sono fatti funzionare per contribuire a creare previsioni per le nazioni in tutto il mondo. L'uso di previsioni basate su un insieme di modelli (previsioni di ensemble) aiuta a determinare e ridurre l'incertezza delle previsioni stesse ed estendere così l'intervallo temporale della previsione meteorologica più in là nel futuro di quanto sarebbe altrimenti possibile con i risultati di un singolo modello.

## Storia

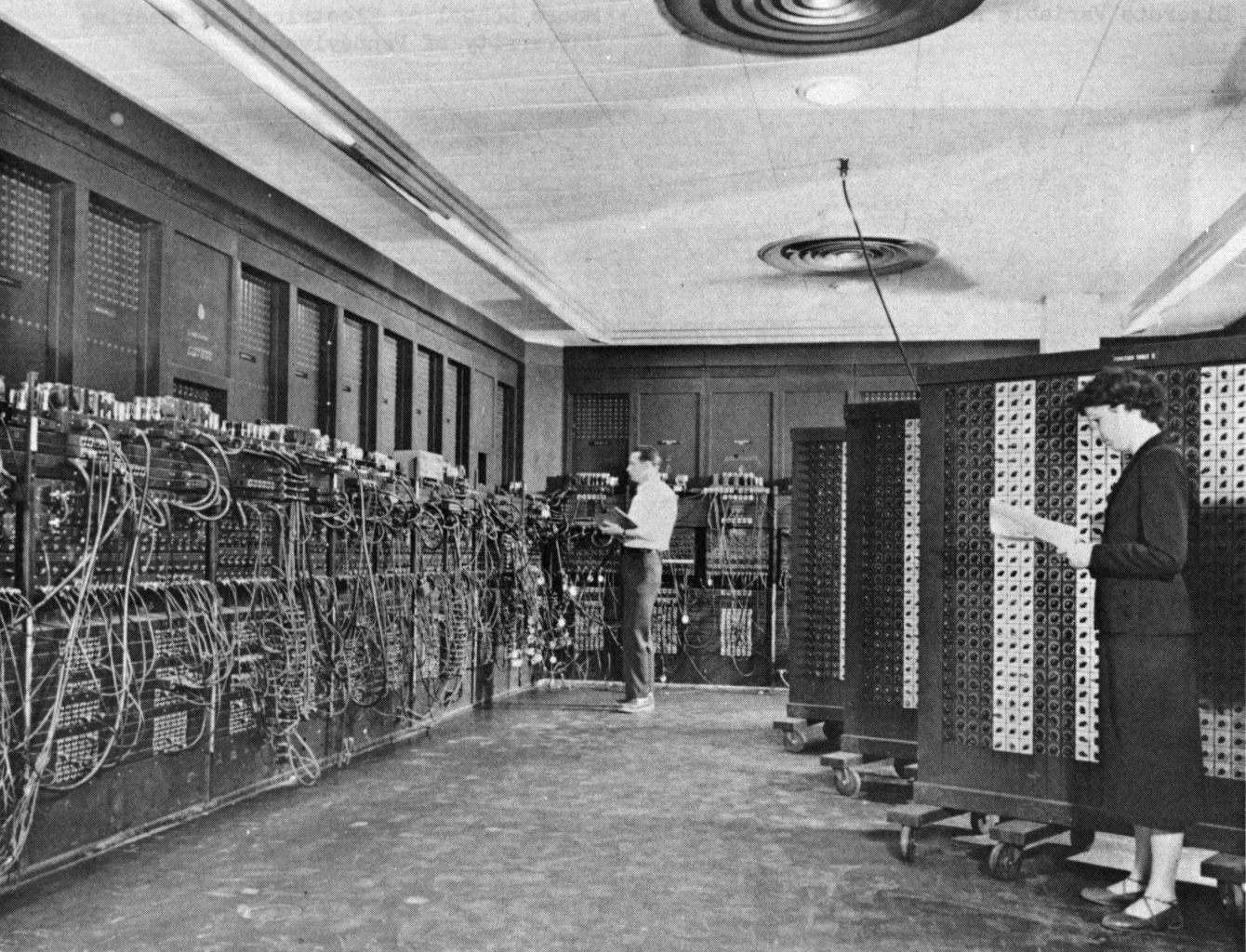
l'ENIAC

Anche se i primi sforzi in tal senso risalgono agli anni venti, fu solo con l'avvento del computer e della simulazione al computer che questo tipo di previsioni divenne praticabile in tempo reale. Manipolare le enormi serie di dati ed effettuare i complessi calcoli necessari per ottenere una risoluzione abbastanza fine da rendere utili i risultati, richiede infatti l'uso di alcuni dei più potenti supercomputer del mondo e relative tecniche di elaborazione desunte dall'analisi numerica.
Il matematico britannico Lewis Fry Richardson fu il primo nel 1922 a proporre un modello matematico per le previsioni meteorologiche. Richardson tentò di formulare senza successo una previsione basata su calcoli matematici. La prima previsione ottenuta con modelli numerici ad avere successo fu elaborata, nel 1950, da un gruppo di meteorologi statunitensi composto da Jule Charney, Philip Thompson e Larry Gates, oltre che dal meteorologo norvegese Ragnar Fjörtoft e dal matematico John von Neumann, che si avvalsero del computer digitale ENIAC. Per il calcolo utilizzarono una formula semplificata delle dinamiche atmosferiche basata sull'equazione della vorticità barotropica. Tale semplificazione permise la riduzione dei tempi e della memoria richiesta dal computer, consentendo l'esecuzione dei calcoli da parte delle apparecchiature relativamente rudimentali che erano disponibili in quell'epoca. I modelli successivi poterono utilizzare equazioni complete della dinamica atmosferica e della termodinamica atmosferica.
Previsioni meteorologiche basate su modelli matematici iniziarono a essere utilizzate per un uso pratico nel 1955, nell'ambito di un progetto comune dell'aeronautica militare, della Marina e dello Weather Bureau degli Stati Uniti.

## Descrizione
Un modello meteorologico è costituito da un insieme (set) di equazioni fisico-matematiche, anche dette equazioni primitive, che descrivono differenti proprietà e processi dei vari costituenti e aspetti dell'atmosfera:
- l'aria è un fluido e come tale la sua dinamica è descritta dalle equazioni di Navier-Stokes (vedi meteorologia dinamica); la dinamica dell'atmosfera e dei suoi principali parametri (pressione, temperatura, umidità, densità, venti) è descritta da un set di 5 equazioni fondamentali (differenziali alle derivate parziali non-lineari).
- il vapore acqueo presente in atmosfera si condensa in nubi che possono dar luogo a precipitazioni o dissolversi senza nessun fenomeno rilevante (Microfisica delle nubi).
- nell'atmosfera ci sono tante particelle solide che svolgono ruoli fondamentali; si tratta di sale, granelli di polvere e inquinamento, chiamati aerosol atmosferico e che a loro volta svolgono l'azione di nuclei di condensazione.
- lo strato limite planetario (Planet Boundary Layer) è particolarmente turbolento e necessita particolari attenzioni e parametrizzazioni.
- il motore di tutto questo è il Sole che riscaldando la superficie terrestre le permette di irradiare all'aria la sua energia sotto forma di calore (trasferimento radiativo).

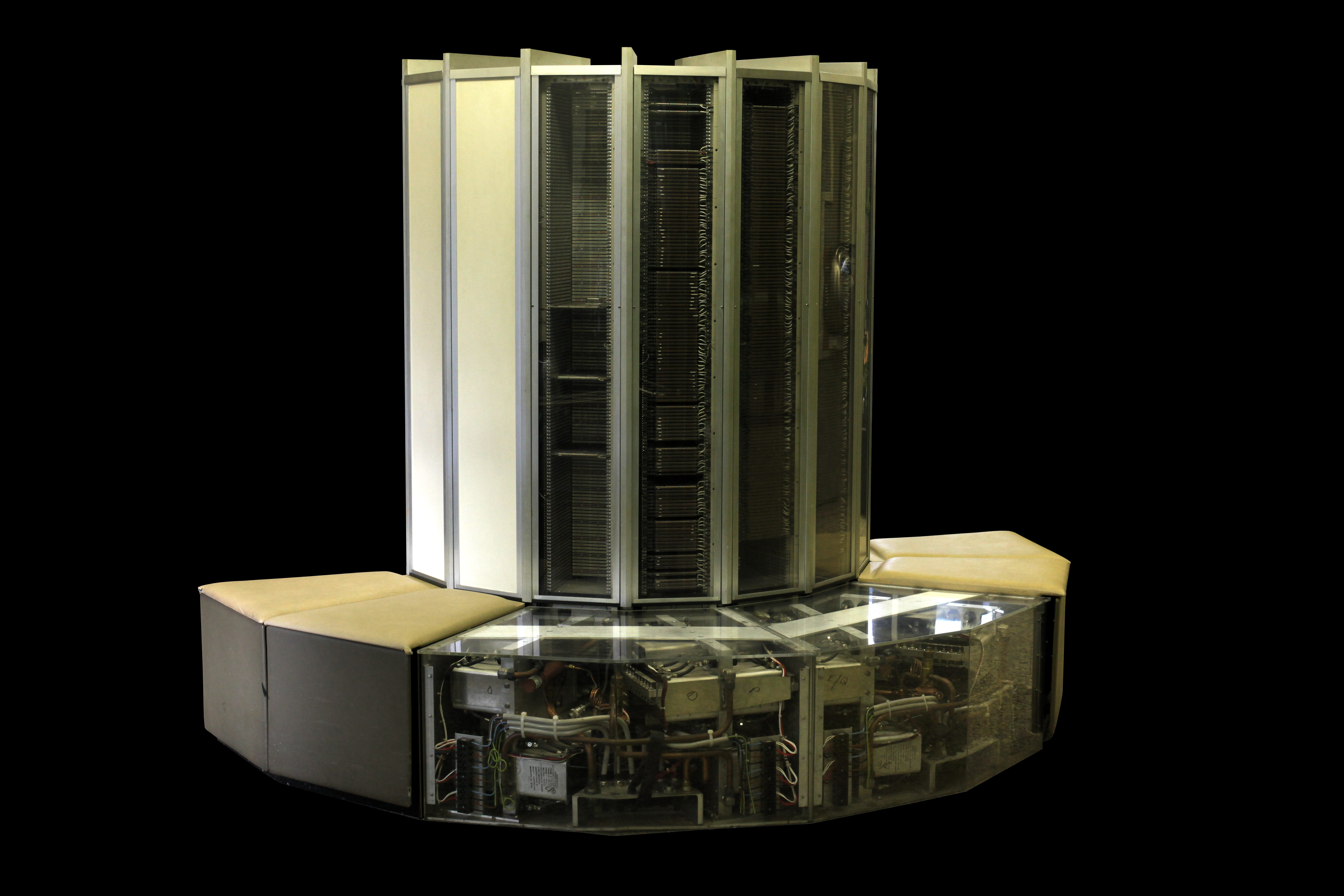
Supercalcolatore

L'atmosfera è dunque un fluido e l'idea che sta alla base dei modelli numerici di previsione meteorologica è quella di campionare lo stato del fluido in un dato momento e di usare le equazioni della dinamica dei fluidi e della termodinamica per stimare lo stato del fluido stesso in qualche momento del futuro. I modelli sono utilizzati per ottenere una previsione dell'evoluzione dello stato dell'atmosfera nel futuro a partire dallo stato presente iniziale. Essi vengono cioè inizializzati a partire dai dati ricavati dalla strumentazione meteorologica, opportunamente filtrati (data assimilation) e, tramite risoluzione numerica (discretizzazione) su supercalcolatori delle equazioni che descrivono il moto dell'atmosfera, producono una risposta, sulla base della quale è possibile formulare una previsione meteorologica. Le previsioni sono però affette da errori, soprattutto nel lungo termine, poiché nei modelli vengono inevitabilmente operate alcune approssimazioni su alcuni processi (parametrizzazioni) e l'atmosfera stessa è propriamente un sistema caotico che amplifica gli inevitabili errori di arrotondamento/troncamento sui valori delle condizioni iniziali. I molteplici e differenti modelli meteorologici in uso nascono da diversi metodi di risoluzione numerica del set di equazioni fondamentali e/o da diverse parametrizzazioni di alcuni processi fisici.

### Tipologie
- Modello empirico – Un modello rappresentato da processi semplificati basati su osservazione, misure o esperienza pratica piuttosto che su principi o teoria. Un modello indifferenziato è un esempio.
- Modello analogico – Un modello basato su similarità tra il sistema allo studio e un altro sistema o processo.
- Modello concettuale – Una rappresentazione semplificata del sistema che viene esaminato.
- Modello analitico – Un modello che usa metodi classici come il calcolo o l'algebra per risolvere una serie di equazioni.
- Modello numerico – Un modello che usa un metodo numerico per risolvere una serie di equazioni, in opposizione ad un modello analitico. I risultati dei modelli numerici sono spesso approssimazioni, mentre i modelli analitici producono soluzioni esatte.
- Modello continuo - Un modello che usa la simulazione continua, in opposizione ad un modello ad evento singolo.
- Modello deterministico - Un modello che produce lo stesso output per un dato input senza considerazioni di rischio o incertezza.
- Modello pseudodeterministico – Un modello semidistribuito.
- Modello del bilancio delle masse – Un modello basato sulla conservazione della massa e che si focalizza sul bilanciamento degli input e degli output provenienti dall'area del modello. Noto anche come modello zero-dimensionale.

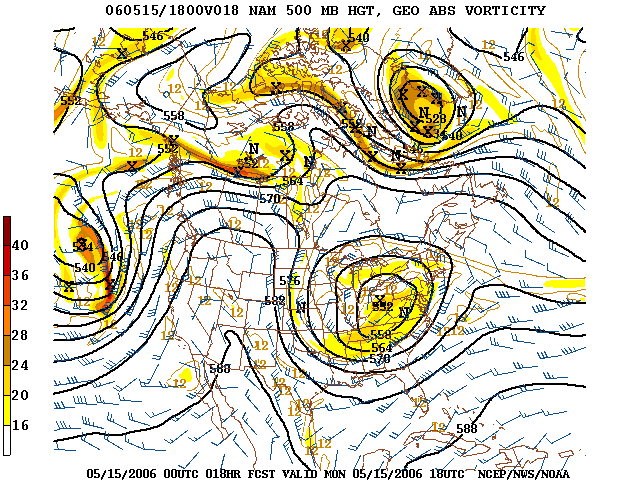
Un esempio di previsione a un'altezza geopotenziale di 500 mbar basata su un modello numerico di previsione meteorologica.

- Modello esplicito – Un modello numerico che usa valori parametro o variabili ignote all'inizio di uno stadio temporale negli algoritmi computazionali.
- Modello implicito – Un modello numerico che usa valori parametro o variabili ignote alla fine di uno stadio temporale negli algoritmi computazionali.
- Modello unidimensionale – Un modello che include solo una dimensione spaziale.
- Modello bidimensionale – Un modello che include due dimensioni spaziali, solitamente orizzontale e verticale che si uguagliano.
- Modello stocastico matematico – Un modello che include elementi statistici e produce una serie di output per una data sequenza di input. L'output rappresenta una sequenza di valori attesi.

### Definizione

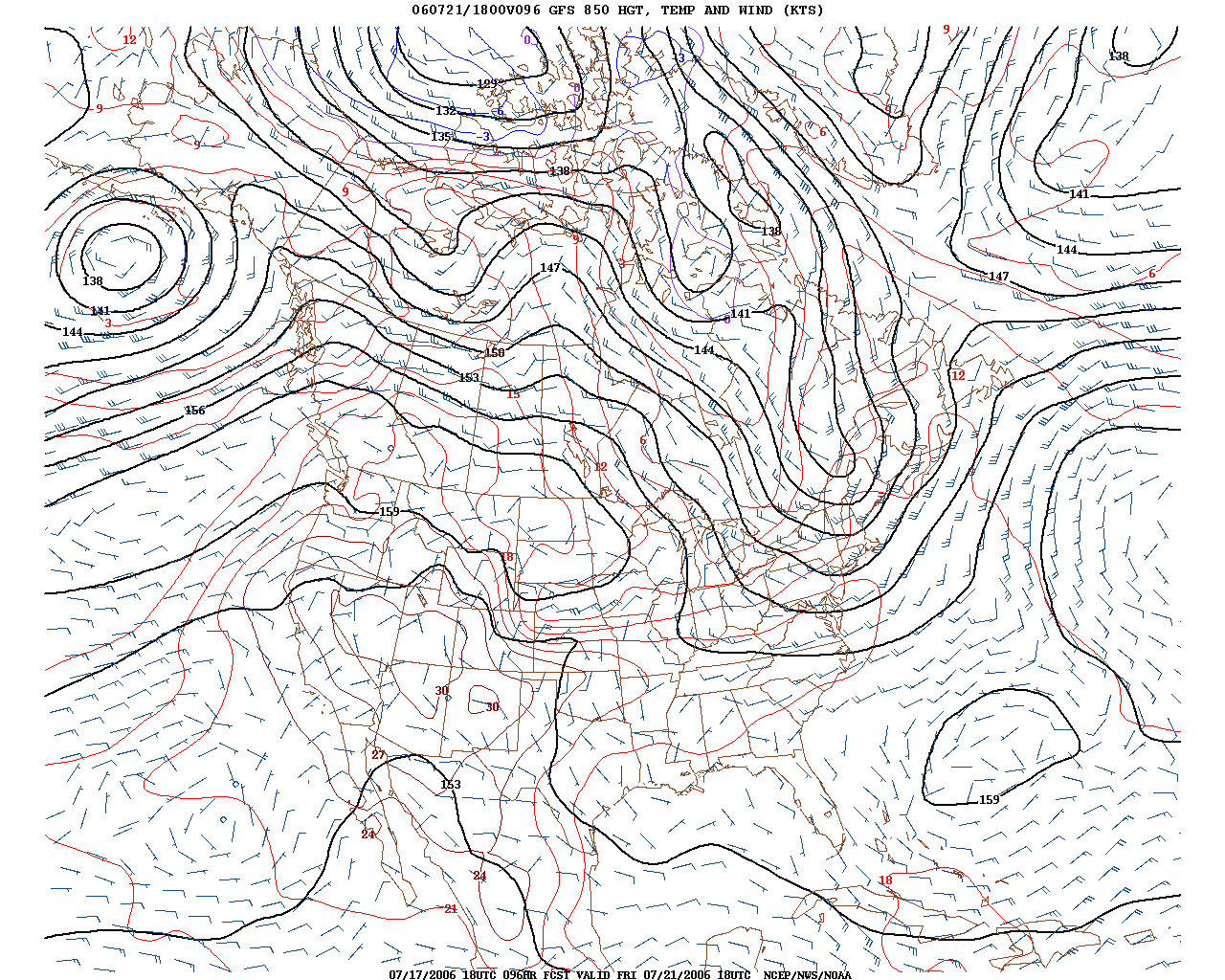
Una previsione su 96 ore alla temperatura e all'altezza geopotenziale di 850 mbar basata sul Global Forecast System.

Un modello, in questo contesto, è un programma per computer che produce informazioni meteorologiche per momenti futuri a determinate posizioni e altitudini. Il dominio spaziale orizzontale di un modello è detto globale, se copre l'intera Terra, o regionale, se copre solo una parte limitata del pianeta. I modelli regionali sono conosciuti anche come modelli di area limitata (LAM).
Le previsioni sono computate usando equazioni differenziali matematiche per la fisica e la dinamica dell'atmosfera dette anche equazioni primitive dei moti atmosferici: si tratta di equazioni non lineari, impossibili da risolvere esattamente cioè analiticamente, perciò, i metodi utilizzati, propri dell'analisi numerica, ottengono soluzioni approssimate cioè con inevitabili errori. Modelli diversi utilizzano metodi numerici di soluzione diversi; alcuni modelli globali usano metodi spettrali per le dimensioni orizzontali e metodi delle differenze finite per la dimensione verticale, mentre i modelli regionali e altri modelli globali usano metodi delle differenze finite in tutte e tre le dimensioni. I modelli regionali possono utilizzare anche griglie a risoluzioni spaziali più raffinate, per risolvere esplicitamente fenomeni meteorologici su scala più ridotta, in quanto non devono risolvere equazioni valide per l'intero globo potendo così sfruttare al massimo la potenza di calcolo del computer.
I modelli sono inizializzati (vedi problema di Cauchy) usando dati osservati da radiosonde, satelliti meteorologici e osservazioni meteorologiche di superficie ovvero stazioni meteorologiche su terraferma e oceano (boe e navi). Le osservazioni, compiute su spaziature irregolari, sono elaborate mediante assimilazione di dati e metodi di analisi obiettivi, che effettuano il controllo di qualità e ricavano i valori presenti nelle località utilizzabili dagli algoritmi matematici del modello (di solito una griglia a spazi uniformi). I dati sono poi usati nel modello come punto di partenza per una previsione. Le equazioni primitive dei modelli sono inizializzate dall'analisi dei dati e sono determinati i tassi di variazione. Questi permettono di predire lo stato dell'atmosfera a un breve intervallo nel futuro. Questo nuovo stato atmosferico diviene il nuovo punto di partenza a cui sono applicate le equazioni per trovare nuovi tassi di variazione, che permettono a loro volta di predire lo stato atmosferico a un ulteriore intervallo nel futuro. Questa procedura per "passi temporali" è ripetuta continuamente finché la soluzione non raggiunge il momento desiderato della previsione. La lunghezza del passo temporale è collegata alla distanza tra i punti della griglia computazionale. I passi temporali per i modelli climatici globali possono essere dell'ordine di decine di minuti, mentre quelli per i modelli regionali possono oscillare da pochi secondi a pochi minuti.
I risultati (output) dei modelli sono visualizzati su carte meteorologiche pronte all'uso per il meteorologo.

### Limiti di validità

Attrattore di Lorenz

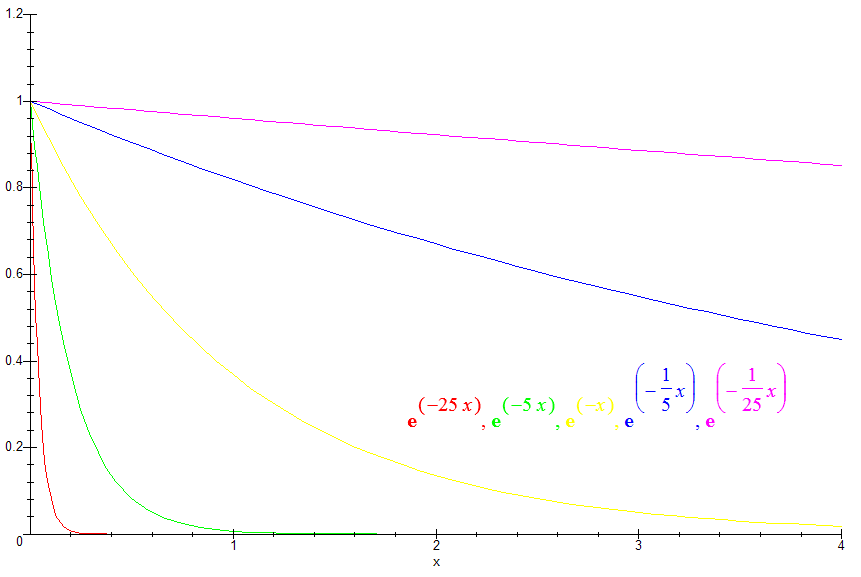
Decadimento esponenziale

Come proposto da Edward Lorenz nel 1963, anche ammettendo di saper risolvere analiticamente le equazioni fondamentali dell'atmosfera (cosa non ancora raggiunta), è impossibile predire indefinitivamente (cioè deterministicamente una volta per tutte) lo stato dell'atmosfera a causa della natura non-lineare dunque caotica delle equazioni della dinamica dei fluidi che amplifica esponenzialmente l'inevitabile errore di inizializzazione del modello ovvero sulle condizioni iniziali. Come ulteriore fonte di incertezza si aggiunge il fatto che le reti di osservazione esistenti hanno una copertura o risoluzione spaziale limitata ovvero non omogenea, specialmente sulle grandi superfici d'acqua come l'Oceano Pacifico e l'emisfero meridionale, il che introduce maggiore incertezza sul reale stato iniziale dell'atmosfera.
Attualmente il limite temporale massimo di predicibilità dello stato dell'atmosfera da parte di un qualunque modello numerico meteorologico è non superiore ai 15 giorni con un grado di affidabilità che decade nel tempo e varia anche in funzione del tipo di condizioni atmosferiche da prevedere. Al di sopra di questo limite si entra nel campo delle cosiddette previsioni stagionali e dei relativi modelli, che giungono a coprire un arco temporale di 3-6 mesi basandosi però su principi fisici, considerazioni base e approcci diversi da quelli dei modelli meteorologici: l'idea di fondo è quella delle anomalie termiche oceaniche come forcing della circolazione atmosferica sotto forma di teleconnessioni atmosferiche e relative anomalie atmosferiche termiche, bariche e precipitative: essi hanno cioè una risoluzione spazio-temporale inferiore ai modelli meteorologici ovvero offrono una prognosi di semplice 'tendenza' risultando più simili ai modelli climatici e sono tuttora in fase di sperimentazione e sviluppo.

### Previsione per insiemi
Per tenere conto dell'incertezza insita nei metodi e nei modelli di previsione, cercare di aumentarne l'affidabilità e al contempo spingere in avanti il limite di validità della previsione è attualmente in uso la cosiddetta previsione stocastica o "per insiemi" (ensemble forecasting), che implica previsioni multiple create o con uno stesso modello a partire da condizioni iniziali diverse, comprese all'interno di una certa gamma di valori possibili, o con gruppi di modelli diversi tra loro per diverse parametrizzazioni fisiche utilizzate (multimodel ensemble forecasting) oppure incrociando tra loro entrambi i metodi.
Solitamente, la previsione per insiemi è valutata in termini di media d'insieme (ossia la media pesata con la verosimiglianza della condizione iniziale oppure con la probabilità di successo del modello precedentemente valutata statisticamente) di una variabile previsionale, e del divario o ampiezza (spread) all'interno dell'insieme, che rappresenta il grado di accordo tra varie previsioni nel sistema degli insiemi, note come elementi dell'insieme. Un fraintendimento comune consiste nel credere che una bassa dispersione tra gli elementi dell'insieme implichi necessariamente un maggior grado di confidenza nella media dell'insieme. Sebbene a volte esista una relazione divario-attendibilità, la relazione tra il divario dell'insieme e il grado di attendibilità o capacità previsionale (forecast skill) varia in modo sostanziale in base a fattori quali il modello di previsione e la regione alla quale si applica la previsione.

### Esempi

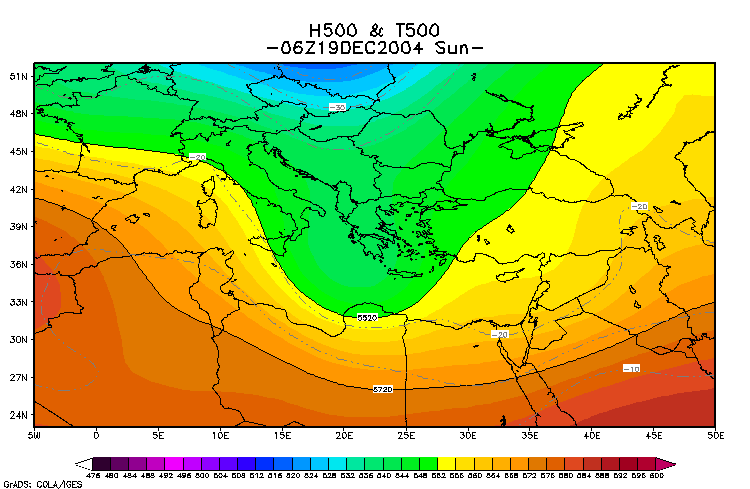
Carta meteorologica

- GFS, modello americano a scala sinottica
- CEPMMT, modello europeo a scala sinottica
- NOGAPS, modello della marina americana (U.S. Navy) a scala sinottica
- UKMO, modello del Regno Unito a scala sinottica
- GEM, modello canadese a scala sinottica
- WMC, modello russo a scala sinottica
- JMA, modello giapponese a scala sinottica
- BOM ACCESS, modello australiano a scala sinottica
- RAMS, modello a mesoscala
- BOLAM, modello ad area limitata (LAM)
- DALAM, modello ad area limitata (LAM)
- MM5, modello ad area limitata (LAM)